# Godfrey Hounsfield
Godfrey Newbold Hounsfield (ur. 28 sierpnia 1919 w Newark-on-Trent, zm. 12 sierpnia 2004 w Kingston upon Thames) – brytyjski inżynier elektronik, laureat Nagrody Nobla w dziedzinie medycyny w 1979 roku.
Od 1951 roku pracownik laboratoriów badawczych firmy Electric and Musical Industries (EMI) w Londynie. Skonstruował pierwszy tomograf komputerowy, pierwsze badanie u człowieka wykonano nim w 1971 (w 1973 roku wszedł do produkcji przemysłowej).
W 1975 roku został uhonorowany przyznaniem nagrody Laskera w dziedzinie badań klinicznych.
W uznaniu tomografii komputerowej jako metody badawczej, cennej szczególnie w onkologii, został uhonorowany Nagrodą Nobla w dziedzinie fizjologii i medycyny (1979, razem z Allanem Macleodem Cormackiem).